# Auteuil (Oise)
Auteuil és un municipi francès, situat al departament de l'Oise i a la regió dels Alts de França. L'any 2007 tenia 581 habitants.

## Demografia

### Població
El 2007 la població de fet d'Auteuil era de 581 persones. Hi havia 203 famílies de les quals 36 eren unipersonals (16 homes vivint sols i 20 dones vivint soles), 48 parelles sense fills, 107 parelles amb fills i 12 famílies monoparentals amb fills.
La població ha evolucionat segons el següent gràfic:
Habitants censats

### Habitatges
El 2007 hi havia 220 habitatges, 202 eren l'habitatge principal de la família, 16 eren segones residències i 2 estaven desocupats. 216 eren cases i 2 eren apartaments. Dels 202 habitatges principals, 174 estaven ocupats pels seus propietaris, 22 estaven llogats i ocupats pels llogaters i 6 estaven cedits a títol gratuït; 4 tenien dues cambres, 28 en tenien tres, 42 en tenien quatre i 129 en tenien cinc o més. 142 habitatges disposaven pel capbaix d'una plaça de pàrquing. A 77 habitatges hi havia un automòbil i a 114 n'hi havia dos o més.

### Piràmide de població
La piràmide de població per edats i sexe el 2009 era:
| Homes | Edats   | Dones |
| ----- | ------- | ----- |
| 0     | 95 o +  | 0     |
| 4     | 90 a 94 | 0     |
| 0     | 85 a 89 | 4     |
| 0     | 80 a 84 | 4     |
| 12    | 75 a 79 | 12    |
| 0     | 70 a 74 | 4     |
| 16    | 65 a 69 | 12    |
| 8     | 60 a 64 | 0     |
| 4     | 55 a 59 | 8     |
| 12    | 50 a 54 | 16    |
| 16    | 45 a 49 | 12    |
| 44    | 40 a 44 | 36    |
| 16    | 35 a 39 | 44    |
| 24    | 30 a 34 | 12    |
| 24    | 25 a 29 | 20    |
| 12    | 20 a 24 | 4     |
| 20    | 15 a 19 | 12    |
| 24    | 10 a 14 | 36    |
| 40    | 5 a 9   | 8     |
| 8     | 0 a 4   | 16    |

## Economia
El 2007 la població en edat de treballar era de 385 persones, 289 eren actives i 96 eren inactives. De les 289 persones actives 275 estaven ocupades (145 homes i 130 dones) i 14 estaven aturades (8 homes i 6 dones). De les 96 persones inactives 32 estaven jubilades, 39 estaven estudiant i 25 estaven classificades com a «altres inactius».

### Ingressos
El 2009 a Auteuil hi havia 203 unitats fiscals que integraven 573,5 persones, la mediana anual d'ingressos fiscals per persona era de 20.320 €.

### Activitats econòmiques
Dels 19 establiments que hi havia el 2007, 1 era d'una empresa de fabricació d'altres productes industrials, 7 d'empreses de construcció, 6 d'empreses de comerç i reparació d'automòbils, 1 d'una empresa d'hostatgeria i restauració, 1 d'una empresa immobiliària, 2 d'empreses de serveis i 1 d'una empresa classificada com a «altres activitats de serveis».
Dels 8 establiments de servei als particulars que hi havia el 2009, 1 era un taller de reparació d'automòbils i de material agrícola, 2 paletes, 1 guixaire pintor, 3 lampisteries i 1 electricista.
L'any 2000 a Auteuil hi havia 7 explotacions agrícoles.

## Equipaments sanitaris i escolars
El 2009 hi havia una escola elemental integrada dins d'un grup escolar amb les comunes properes formant una escola dispersa.

## Poblacions més properes
El següent diagrama mostra les poblacions més properes.